# تل قلعه ارون
تل قلعه ارون مربوط به دوران‌های تاریخی پس از اسلام است و در آباده، شهر بهمن، جاده بهمن به سمیرم واقع شده و این اثر در تاریخ ۲۳ بهمن ۱۳۸۰ با شمارهٔ ثبت ۴۷۱۳ به‌عنوان یکی از آثار ملی ایران به ثبت رسیده‌است.